# Unbesiegbares Vietnam

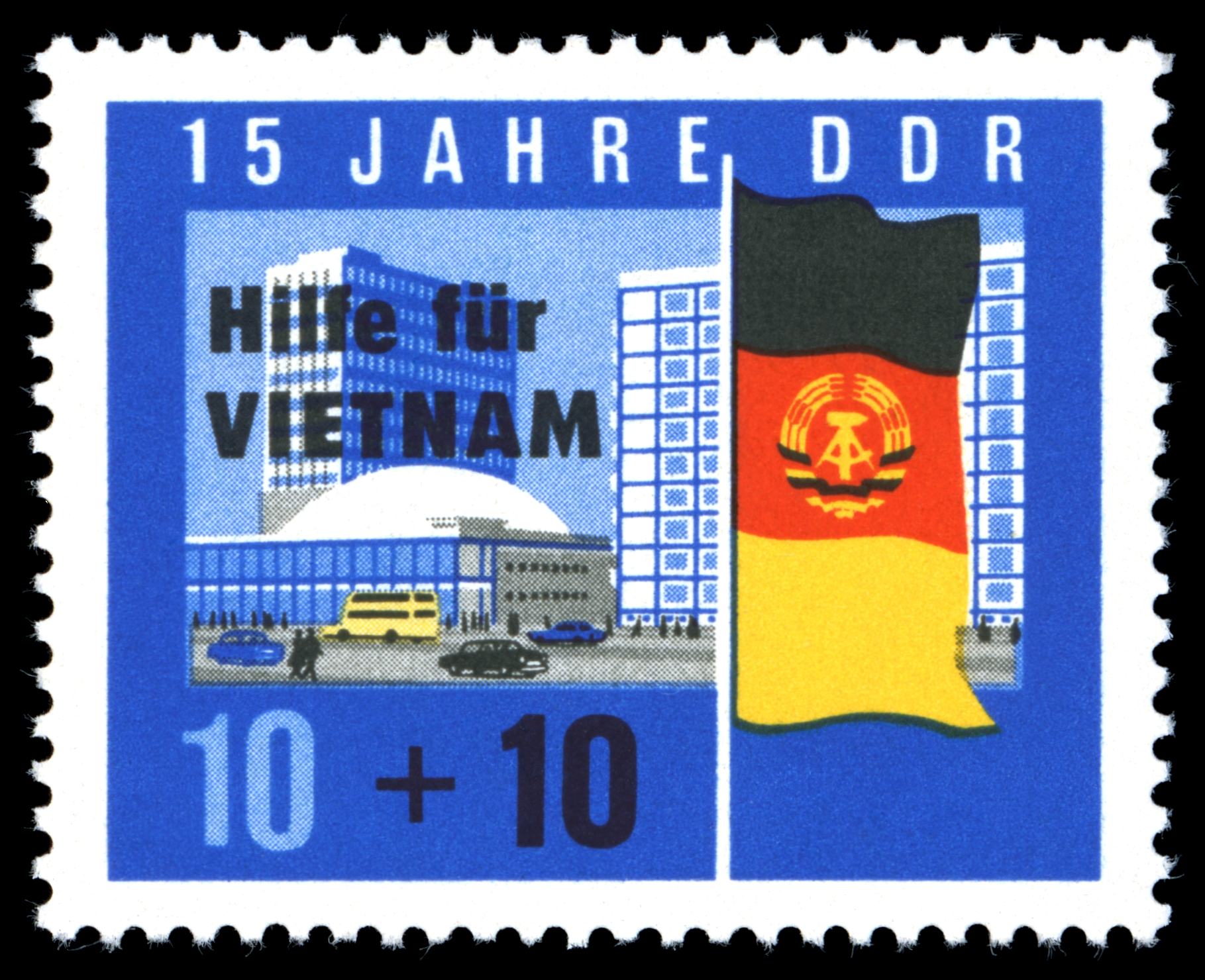
10+10 Pf-Zuschlagmarke der DDR-Post 1965 (Haus des Lehrers, Berlin), Aufdruck „Hilfe für Vietnam“

Unbesiegbares Vietnam war eine Briefmarkenserie der Deutschen Post der DDR. Eine erste Zuschlagmarke mit dem Aufdruck „Hilfe für Vietnam“ wurde als Vorläufer-Ausgabe im August 1965 emittiert. Es handelte sich bei dieser Marke um ein Motiv aus dem Jahrgang 1964 aus der Serie 15 Jahre DDR.
Die Ausgaben dieser Serie erschienen in der DDR von Oktober 1966 bis November 1979 in unregelmäßigen Abständen.
Alle diese Briefmarken stehen inhaltlich und zeitlich in Bezug zum Vietnamkrieg: Ab März 1965 hatten die USA ihre Truppen in Südvietnam massiv verstärkt und waren zu aktiven Kriegshandlungen gegenüber dem kommunistischen Nordvietnam übergegangen. 1971 wurden im Postkrieg zwischen der Bundesrepublik und der DDR unter anderem offizielle Schmuckumschläge zu dieser Briefmarkenserie von der Bundesrepublik zurückgeschickt. Nach der Niederlage und dem Abzug der Amerikaner bis März 1973 erschien im Oktober 1973 die vorerst letzte Marke dieser Serie, der dann sechs Jahre später eine weitere folgte.
Ab 1975 erschien, zunächst ebenfalls unregelmäßig und dann ab 1980 bis 1989 jährlich, die Nachfolgeserie „Solidarität“.

## Liste der Ausgaben und Motive
Legende
- Bild: Eine bearbeitete Abbildung der genannten Marke. Das Verhältnis der Größe der Briefmarken zueinander ist in diesem Artikel annähernd maßstabsgerecht dargestellt. Sollten keine Marken abgebildet sein, liegt es daran, dass das Urheberrecht des Künstlers noch nicht erloschen ist.
- Beschreibung: Eine Kurzbeschreibung des Motivs und/oder des Ausgabegrundes. Bei ausgegebenen Serien oder Blocks werden die zusammengehörigen Beschreibungen mit einer Markierung versehen eingerückt.
- Wert: Der Frankaturwert der einzelnen Marke in Pfennig. Ein „+“ bedeutet, dass es sich um eine Zuschlagsmarke handelt (= Frankaturwert + Spende).
- Ausgabedatum: Das Datum des erstmaligen Verkaufs dieser Briefmarke.
- Auflage: Soweit bekannt, wird hier die zum Verkauf angebotene Anzahl dieser Ausgabe angegeben.
- Entwurf: Soweit bekannt, wird hier angegeben, von wem der Entwurf dieser Marke stammt.
- Mi.-Nr.: Diese Briefmarke wird im Michel-Katalog unter der entsprechenden Nummer gelistet.

| Bild | Beschreibung | Wert | Ausgabe- datum    | Auflage   | Entwurf            | Mi.-Nr. |
|      | Unbesiegbares Vietnam (I) - Bewaffnetes Mädchen pflanzt eine Blume                                               | 20+5 | 25. Oktober 1966  | 9.000.000 | Günter Schütz      | 1220    |
|      | Unbesiegbares Vietnam (II) - Bewaffnete Mutter mit Kind                                                          | 10+5 | 8. Mai 1968       | 9.000.000 | Günter Schütz      | 1371    |
|      | Unbesiegbares Vietnam (III) - Bewaffnetes vietnamesisches Paar                                                   | 10+5 | 4. Juni 1969      | 9.000.000 | Günter Schütz      | 1476    |
|      | Unbesiegbares Vietnam (IV) - 1. Todestag von Präsident Ho Chi Minh (1890–1969), erster Präsident von Nordvietnam | 20+5 | 2. September 1970 | 5.000.000 | Karl-Heinz Bobbe   | 1602    |
|      | Unbesiegbares Vietnam (V) - Bewaffnete Vietnamesin mit Kind, Reisbauer vor aufgehender Sonne                     | 10+5 | 2. September 1971 | 7.000.000 | Joachim Rieß       | 1699    |
|      | Unbesiegbares Vietnam (VI) - Vietnamesin, Bauer bei der Feldbestellung                                           | 10+5 | 22. Februar 1972  | 5.000.000 | Joachim Rieß       | 1736    |
|      | Unbesiegbares Vietnam (VII) - Kindergesicht, Symbole des Aufbaus                                                 | 10+5 | 11. Oktober 1973  | 5.000.000 | Manfred Gottschall | 1886    |
|      | Unbesiegbares Vietnam (VIII) - Soldat, Mutter mit Kind                                                           | 10+5 | 6. November 1979  | 3.500.000 | Gerhard Preuß      | 2463    |